# Getc
getcは、C言語の標準入出力ヘッダー（<stdio.h>）で宣言されている関数。引数で指定された入力ファイルストリームから1文字を読み取る。呼称はゲットシーと呼ばれることが多い。
整数型（int型）の返却値を持ち、入力に成功した場合には入力した文字を返却し、入力に失敗した場合もしくはファイル終端に達した場合にはEOFを返却する。
なお、getc関数はfgetc関数と等価であるが、C言語の標準規格においてgetcはマクロで実装されていてもよいとされている。getcがマクロで実装されている場合、streamを2回以上評価する場合があるため、getcの引数には副作用のある式を指定すべきではない。例えば、ファイルポインタFILE* fpに対するgetc(fp = fopen(fileName, "r"))や、ファイルポインタへのポインタFILE** fppに対するgetc(*fpp++)のようなコードは正しく評価されないことがある。また、マクロ実装であった場合は関数へのポインタを取得できない。

## 形式
```
#include
 
<stdio.h>

int
 
getc
(
FILE
 
*
stream
);

```

getcharは、getcの引数streamに標準入力stdinを指定した場合、すなわちgetc(stdin)と等価である。